# Medgyesi Mária (színművész)
Medgyesi Mária (Budapest, 1935. január 13. –) Jászai Mari-díjas magyar színművésznő, rendező, a Budapesti Operettszínház örökös tagja (1998).

## Élete
1957-ben végzett a Színház- és Filmművészeti Főiskola színész tanszakán. A debreceni Csokonai Színházban kezdte a pályafutását. 1958–60-ban a kecskeméti Katona József, 1960–62-ben a pécsi Nemzeti, 1962–64-ben a veszprémi Petőfi, 1964–66-ban a győri Kisfaludy Színházban játszott. 1966 óta a Fővárosi Operettszínház tagja volt. Kiváló drámai és operettszínésznő. 1990–1999 között a Budapesti Operettszínház zenés színészképző stúdiójának beszédtanára, majd 1992-től a Ferencvárosi Művelődési Központban működő Szivárvány Színiiskola színészmesterség és beszédtanára. 2003 őszétől a Shakespeare Színiakadémia művészi beszéd tanára volt.

## Színpadi szerepei
A Színházi adattárban regisztrált bemutatóinak száma: 88; ugyanitt két színházi felvételen is látható.
- Nâzım Hikmet: Legenda a szerelemről – Sirin
- Heinrich von Kleist: Amphitryon – Alkmene
- Wolfgang Amadeus Mozart: Varázsfuvola – Papagena
- Franz von Suppé: Boccaccio – Beatrice
- Jacques Offenbach: Orfeusz az alvilágban – Venus, istennő
- Lope de Vega: A kertész kutyája – Diana
- Jean Racine: Berenice – Berenice
- Victorien Sardou: Koldusdiák – Broviszlava
- Ifj. Alexandre Dumas: A kaméliás hölgy – Olympe
- Ifj. Alexandre Dumas: Három testőr – Constance
- Friedrich Schiller: Tell Vilmos – Hedvig, Tell felesége, Fürst lánya
- William Shakespeare: Othello – Emilia
- Shakespeare: Szentivánéji álom – Heléna; Hippolyta
- Shakespeare: Tévedések vígjátéka – Luciana
- Anton Pavlovics Csehov: Három nővér – Irina
- Fjodor Mihajlovics Dosztojevszkij: A félkegyelmű – Nasztaszja Filippovna
- Konsztantyin Andrejevics Trenyov: Ljubov Jarovaja – Ljubov Jarovaja, tanítónő
- George Bernard Shaw: Az ördög cimborája – Judit
- Jean-Paul Sartre: A tisztességtudó utcalány – Lizzie
- Eugène Labiche: A florentin kalap – Anais
- Georges Feydeau: Osztrigás Mici – Vidaubantné
- Luigi Pirandello Csocsó – Miranda (Irodalmi Színpad)
- Katona József: Bánk bán – Melinda
- Vörösmarty Mihály: Csongor és Tünde – Ilma
- Jókai Mór–Török Tamás: Fekete gyémántok – Elvira
- Jókai Mór: A bolondok grófja – Fulgencyia, zárdafőnöknő
- Csiky Gergely: A nagymama – Szerémi grófné (Turay Ida Színház)
- Heltai Jenő: A néma levente – Zilia
- Molnár Ferenc: Olympia – Olimpia
- Móricz Zsigmond: Úri muri – Rozika
- Móricz Zsigmond: Nem élhetek muzsikaszó nélkül – Pólika; Málcsi néni (Veszprémi Petőfi Színház, Turay Ida Színház)
- Kálmán Imre: Csárdáskirálynő – Sylvia; Cecília
- Kálmán Imre: Marica grófnő – Lotti néni (Turay Ida Színház, Fővárosi Operettszínház, Budaörsi Játékszín)
- Huszka Jenő: Mária főhadnagy – Antónia
- Huszka Jenő: Lili bárónő – Illésházy Agatha grófnő
- Jacobi Viktor: Leányvásár – Lucy
- Ábrahám Pál: Viktória – Ah-Wong
- Berté Henrik–Franz Schubert: Három a kislány – Grisi
- Schönthan testvérek–Kellér Dezső–Horváth Jebő–Szenes Iván: A szabin nők elrablása – Borbála
- Szirmai Albert–Bakonyi Károly–Gábor Andor: Mágnás Miska – nagymama (Turay Ida Színház)
- Hervé: Nebáncsvirág – Corinna; fejedelemasszony (Fővárosi Operettszínház; Soproni Petőfi Színház)
- Kardos G. György: Mesél a bécsi erdő – Franciska
- Rácz György: Ólommérgezés – Eliza
- Pavel Kohout: Ilyen nagy szerelem – Lida
- Paul Burkhard: Tűzijáték – Anna
- Alekszej Nyikolajevics Arbuzov: Irkutszki történet – Válja
- Vszevolod Vitaljevics Visnyevszkij: Optimista tragédia – komisszár
- Gian Paolo Callegari: Megperzselt lányok – Nadia Gregorie
- Sólyom László: Játék a nádasban – a lány
- Níkosz Kazandzákisz–Joseph Stein–John Kander–Fred Ebb: Zorba – Melina, az özvegy
- John Kander–Fred Ebb: Chicago – Mary Sunshine
- Grimm fivérek: Hamupipőke – mostohalány
- Gáspár Margit: Az állam én vagyok – Clarion
- Halasi Mária: Ártatlan bűnösök – Anna
- Fodor Zsóka: Zserbótangó – Fellegi Klári, nyugdíjas színésznő
- Kertész Imre: Csacsifogat – Tücsök
- Mészöly Dezső: Éva lánya – Johanna
- Kállai István: Kötéltánc – Éva
- Kállai István: Majd a papa – dizőz
- Görgey Gábor: Ünnepi ügyelet – Kovácsné (Budaörsi Játékszín)
- Görgey Gábor: Wiener Walzer – öreg hölgy (Budaörsi Játékszín)
- Csemer Géza – Szakcsi Lakatos Béla: Dobostorta – Katica Partetich Réger grófnő

## Filmszerepei
- Hintónjáró szerelem (1954)
- Dúvad (1959)
- Kertes házak utcája (1962)
- Oldás és kötés (1963)
- Háry János (1965)
- Luigi Pirandello: Csocsó (1968)
- Virágvasárnap (1969)
- Vidám elefántkór (1971)
- Kincskereső kisködmön (1973)
- Uraim, beszéljenek! (1974)
- Vivát, Benyovszky! (1975)
- Csaló az üveghegyen (1977)
- Napforduló (1977)
- Rab ember fiai (1979)
- Sándor Mátyás (1979)
- Maskarák (1981)
- Buci királyfi megpróbáltatik
- Összeállítás Vécsey Ernő dalaiból

## Díjai
- Jászai Mari-díj (1966)
- Budapesti Operettszínház örökös tagja (1998)